# Саллі Райд
Саллі Крістен Райд (англ. Sally Kristen Ride; 26 травня 1951 — 23 липня 2012) — астронавтка США, перша жінка Сполучених Штатів, яка побувала в космосі (1983, після радянських космонавток Терешкової (1963) і Савицької (1982). Також є наймолодшою (32 роки) з американських астронавтів.

## Біографія
Народилася 26 травня 1951 в Лос-Анджелесі. У 1973 році закінчила Стенфордський університет з дипломом бакалавра з фізики, у 1975 році здобула ступінь магістра, а в 1978 році — доктора наук (PhD) в області астрофізики.
Однією з 8 000 осіб відгукнулася на оголошення в газеті про набір претендентів на участь у космічній програмі. У 1978 році відібрана в НАСА.
18 червня 1983 стала першою американкою в космосі у складі екіпажу місії «Челленджер» STS-7. У завдання місії входило виведення двох комунікаційних супутників і проведення фармацевтичних експериментів.
Другий політ відбувся в 1984 році, також на борту «Челленджера». Загалом Райд була в космосі понад 343 години.
Райд завершувала 8-місячну програму підготовки до третього польоту, коли сталася катастрофа «Челленджера»; була призначена до Президентської комісії з розслідування причин катастрофи «Челленджера», очоливши підкомітет з операціями. Після закінчення розслідування Райд запросили в штаб-квартиру НАСА у Вашингтоні, де вона очолила роботу зі стратегічного планування «Лідерство і майбутнє Америки в космосі».

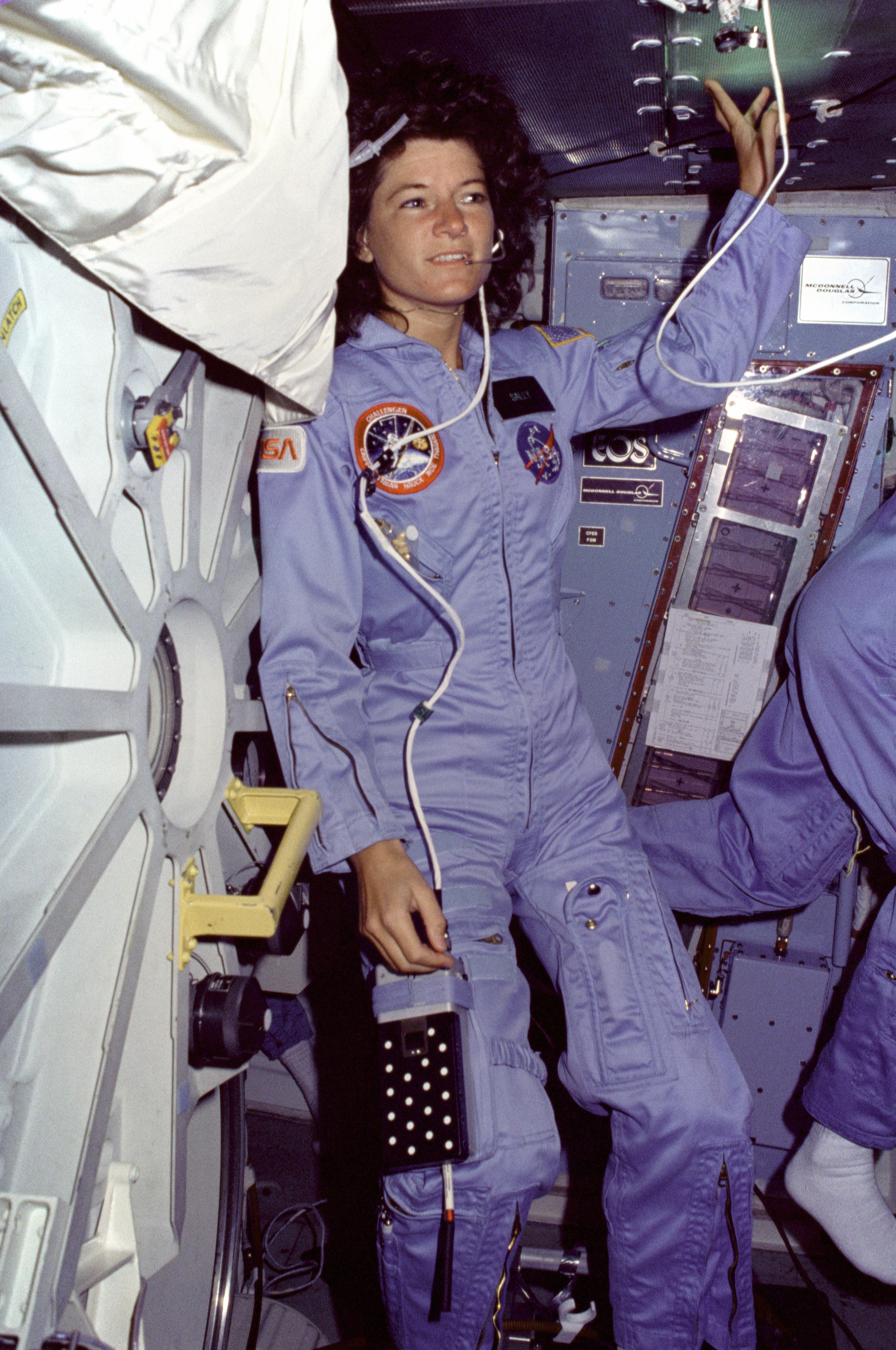
Саллі Райд на Шаттл Чалленджер STS-7 (1983)

Саллі Райд написала кілька дитячих книг про космос.
Включена до Залу слави астронавтів.
Померла 23 липня 2012 року в Сан-Дієго на 62-му році життя від раку підшлункової залози.

## Посмертно
У некролозі вперше з'явилася інформація про те, що Саллі Райд була лесбійкою і 27 років прожила зі своєю дружиною Тем О'Шоннессі (між тим, у період з 1982 по 1987 роки офіційно була одружена зі Стівеном Гоулі (англ. Steven Alan Hawley), також астронавтом НАСА).
Президент США Барак Обама, висловлюючи співчуття у зв'язку зі смертю Саллі Райд, назвав її національною героїнею та впливовою особою, яка надихнула покоління молодих дівчат на прагнення «дотягнутися до зірок».
20 травня 2013 року, під час Національної церемонії пам'яті Саллі Райд, у Центрі виконавських мистецтв імені Кеннеді у Вашингтоні, Барак Обама оголосив про присудження їй вищої цивільної нагороди США — Президентською медалі Свободи. Медаль була вручена Тем О'Шоннессі на церемонії в Білому домі 20 листопада 2013 року.
На честь астронавтки названо астероїд 4763 Райд.